# Motutapu

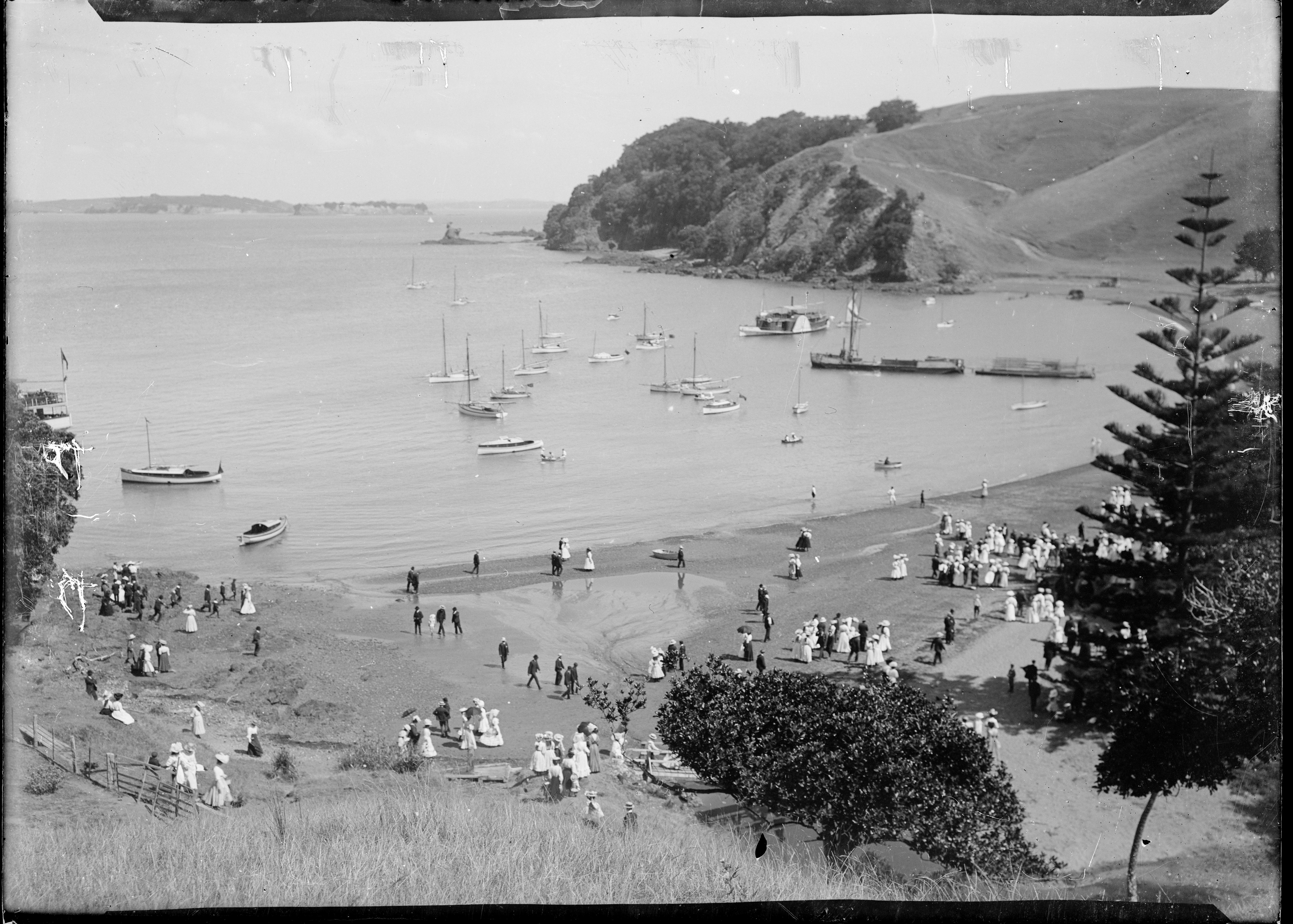
Motutapu, 1910 circa

Motutapu è un'isola della Nuova Zelanda localizzata nel golfo di Hauraki e adiacente all'isola di Rangitoto. Motutapu è parte del Parco marittimo del golfo di Hauraki e sull'isola è stata istituita una riserva naturale.
L'isola è stata abitata per vari secoli da tribù maori, che la chiamavano Te Motutapu a Taikehu ("Isola sacra di Taikehu") e la cui presenza è oggi testimoniata dai numerosi siti archeologici dell'isola. Essa venne poi abbandonata durante le eruzioni che originarono l'isola di Rangitoto, tra il XIII e il XIV secolo.
Durante la Seconda guerra mondiale, a Motutapu si stabilì una base con circa mille effettivi. Alcune delle installazioni costruite in quel periodo sono ancora presenti.

## Note

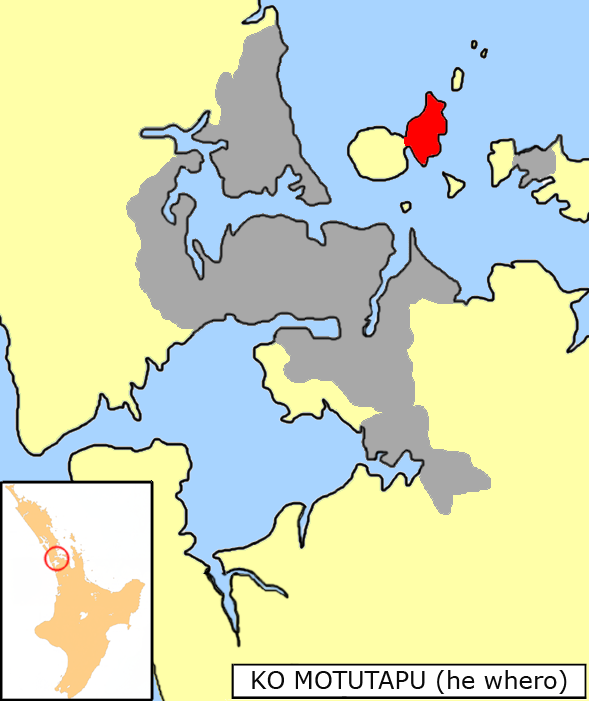
Localizzazione dell'isola